# John Dudderidge
John Webster Dudderidge OBE (* 24. August 1906 in Sheffield; † 23. Januar 2004 in Cambridge) war ein ehemaliger Kanute und Kanu-Funktionär.
Dudderidge nahm 1936 an den erstmals ausgetragenen olympischen Kanuwettbewerben teil. Hier belegte er mit Alex Brearley den 9. Platz im Faltboot-Zweier über 10.000 m.
Anschließend wurde er in der British Canoe Union (BCU) aktiv. Dudderidge wurde 1935 zum Referenten für Rennsport und Internationales ernannt und führte eine britische Mannschaft zu den ersten Kanurennsport-Weltmeisterschaften 1938 in Waxholm/Schweden. Von 1960 bis 1977 war er Präsident der BCU und erhielt anschließend den Titel eines Ehrenpräsidenten.
Bei der Wiedergründung der International Canoe Federation 1946 wurde Dudderidge zum Vizepräsidenten gewählt und war für die Organisation der olympischen Kanuwettbewerbe 1948 und anschließend der Weltmeisterschaften verantwortlich. Er gehörte dem ICF-Vorstand bis 1980 an und wurde mit einer Goldmedaille und Ehrenmitgliedschaft auf Lebenszeit verabschiedet. Von 1936 bis 1992 war er bei allen olympischen Kanuwettbewerben als Schiedsrichter oder Teilnehmer dabei. Besondere Verdienste erwarb er für die internationale Anerkennung des Wildwasserrennsports, dessen erste Weltmeisterschaften 1959 auf seine Initiative zurückgingen.

## Berufstätigkeit
Dudderidge besuchte die Magnus Grammar School und anschließend das Trent and University College in Nottingham. Er wurde im Hauptberuf Lehrer und verbrachte die meiste Zeit an der Haberdashers Aske’s School in Hampstead und Elstree, wo er von 1931 bis 1956 Sportdirektor, von 1956 bis 1969 wissenschaftlicher Mitarbeiter und von 1956 bis 1966 Schulleiter war.

## Ehrungen
Dudderidge wurde für seine Verdienste um den Kanusport 1963 zum Officer des Order of the British Empire ernannt. Die Geschäftsstelle der BCU (heute: Paddle UK) in Nottingham trägt seinen Namen.